# Isla Verde (Puerto Rico)
Isla Verde es un distrito residencial, perteneciente al municipio de Carolina. Se localiza inmediatamente al este de Santurce (frente al suroeste de los Piñones), junto al Aeropuerto Internacional Luis Muñoz Marín y por encima del Puente Teodoro Moscoso. Alberga varios hoteles y apartamentos de lujo. 
El distrito se encuentra justo por fuera de la frontera oriental de San Juan, capital de Puerto Rico que se une con Hato Rey, que incluye los barrios de Floral Park, Baldrich y El Vedado, localizados alrededor del distrito financiero de La Milla de Oro.

## Geolocalización

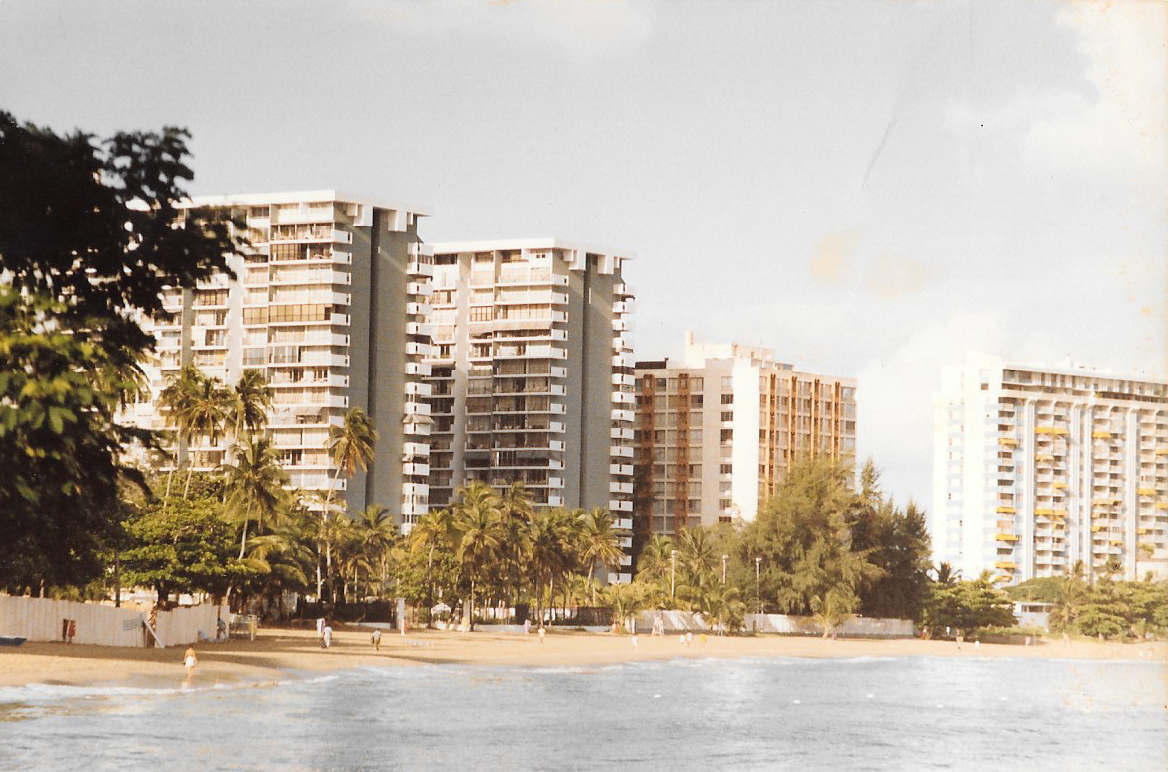
Isla Verde, playa de Puerto Rico y hoteles

Isla Verde es también el nombre de una la isla pequeña aproximadamente a 400 metros al norte de Punta Medio, con una medida de justo 2,518 m² (0.6 acres). Es la isla  que dio nombre al distrito. La isla está dentro del barrio Cangrejo Arriba de Carolina. El distrito de Isla Verde es de hecho el área costera de Cangrejo Arriba. Isla Verde al norte con el Océano Atlántico, al oeste con el área de San Juan de Puntas de las Marias y el Ocean Park (Santurce), al este con Loíza y al del sur con Carolina y Rio Piedras (San Juan). Isla Verde, junto con Condado, es una de las principales zonas turísticas del área metropolitana de Puerto Rico, pues alberga restaurantes populares, hoteles, casinos y resorts.

## Vecindario

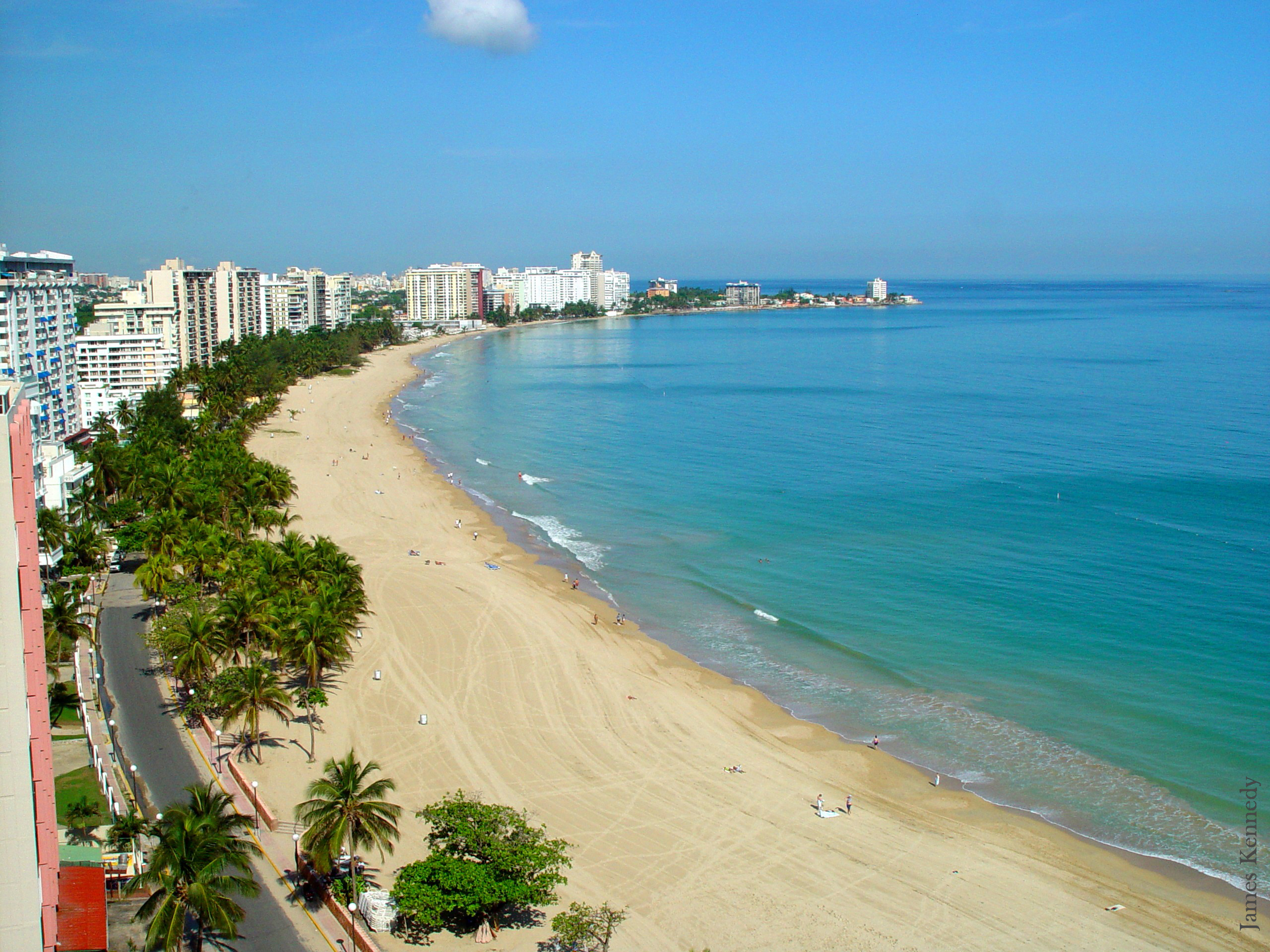
Isla Verde Playa

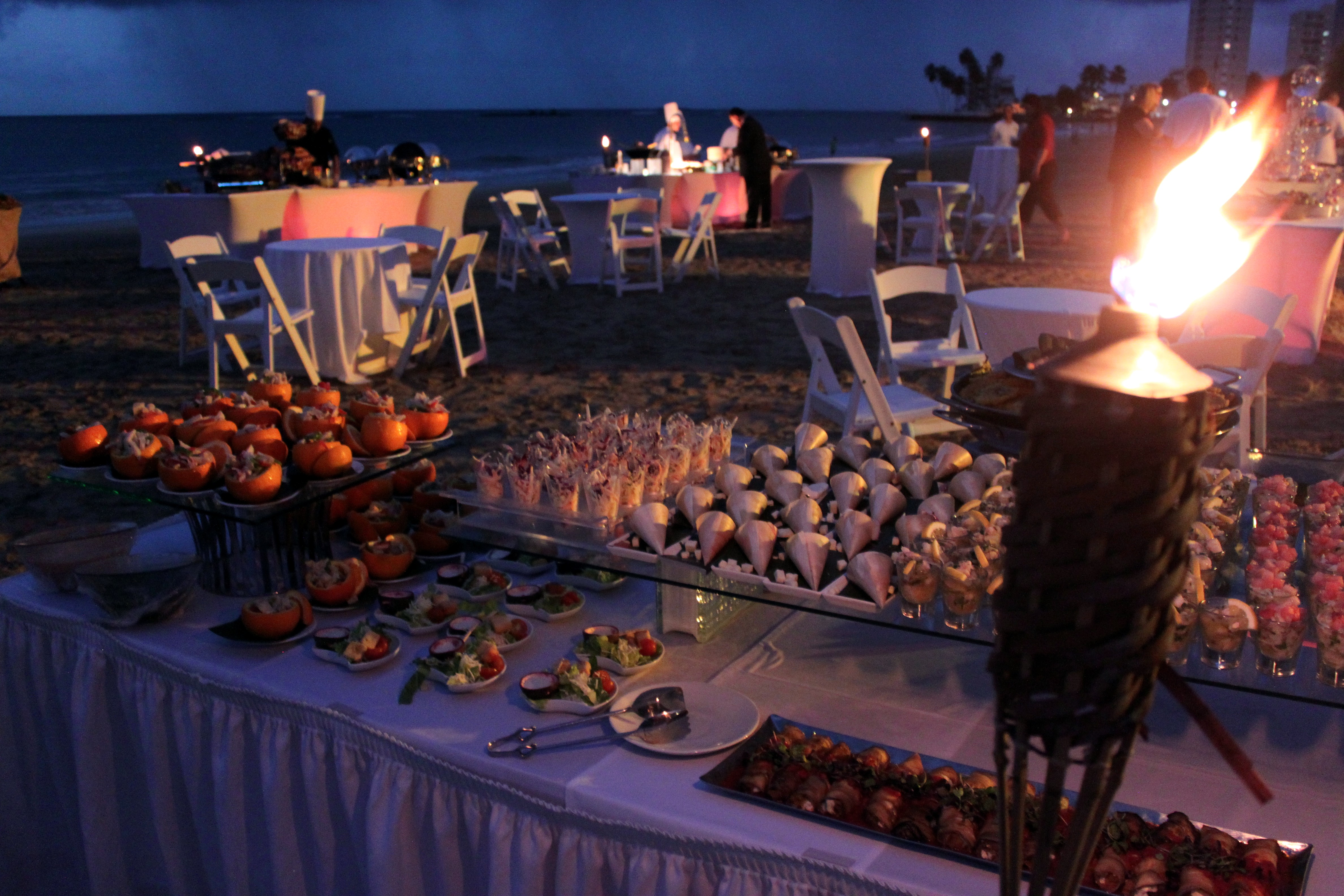
Fiesta de playa en el Casino del Hotel Intercontinental en Isla Verde, San Juan, Puerto Rico

El Aeropuerto Internacional Luis Muñoz Marín, del cual muchas personas piensan erróneamente que está ubicado en San Juan, está localizado en Isla Verde, que pertenece a la ciudad de Carolina. Durante casi cuatro años, el aeropuerto recibió el título no oficial de "Aeropuerto Internacional de Isla Verde", tanto por parte de locales como de visitantes. Sus residentes tienden a minimizar el hecho de que el vecindario forme parte técnicamente de Carolina, porque Isla Verde comparte la costa y es similar a Ocean Park y Condado, que están cerca y forman parte de Santurce, uno de los distritos históricos de la capital.
Desde la creación del aeropuerto y hasta los atentados del 11 de septiembre de 2001, los aficionados a la aviación podían disfrutar de un día de playa y, al mismo tiempo, ver aterrizar o despegar las aeronaves en un lugar especialmente diseñado ubicado cerca de Piñones, Loíza. Como consecuencia de los ataques, el lugar fue cerrado al público en general porque podría comprometer la seguridad del aeropuerto. Debido a la ubicación del aeropuerto en el área de Isla Verde, algunas calles han tenido que cerrarse varias veces durante las visitas de dignatarios y celebridades (sobre todo cuando un local ha tenido éxito en una competencia en el extranjero). La zona cuenta con una multitud de restaurantes, hoteles y casas de alto precio, así como hoteles y resorts.
Muchas celebridades han vivido en las zonas prósperas de Isla Verde: entre ellos, algunos exmiembros de la banda de chicos Menudo, como por ejemplo Ricky Martin. A fines de la década de 1970 y principios de la de 1980, aquí estuvo una de las discotecas más populares del mundo de la época, The Flying Saucer, que era propiedad de Charlie García, quien había promovido la pelea entre Muhammad Ali y Jean Pierre Coopman en el Coliseo Roberto Clemente. The Flying Saucer tenía una capacidad para 800 personas y más de 10 000 se quedaron fuera la noche de apertura, cuando el DJ Orlando Torres del Pino tuvo que entrar al club por la fuerza. En Isla Verde vive una comunidad de exiliados cubanos, centrada en Casa Cuba, que es el principal club social cubano de Puerto Rico.

### Transporte público

El T5, 21 y 53 ruta de autobuses entre San Juan Viejo, Condado y Isla Verde. Más información disponible en

La terminal de autobuses de Isla Verde tiene rutas a varias otras partes de San Juan:
- 50 a Aeropuerto Luis Muñoz Marín
- 45 a Aeropuerto Luis Muños Marín y Piñero
- 40 a Piñero
- 5 a Santurce y San Juan Viejo[5]
- 53 a Condado y San Juan Viejo

Hay dos sistemas de autobuses que dan servicio a la terminal de autobuses de Isla Verde: AMA, el principal sistema de transporte público y SITRAC que viaja en el distrito hotelero de Isla Verde. Los autobuses públicos 5 y 53 que te llevarán desde la Terminal de Autobuses al Viejo San Juan (por ejemplo, a El Morro ) en aproximadamente 1 hora. El autobús SITRAC es gratuito pero solo se queda en Isla Verde. El autobús público cuesta 75 centavos para viajar.
Disponibles en todo momento, los taxis cobran alrededor de 20 dólares por un viaje a las áreas del Condado y el Viejo San Juan.

## Subáreas
Isla Verde tiene áreas muy ricas, pero no está demasiado lejos del proyecto de vivienda pública más grande de la isla, el Complejo Residencial Luis Llorens Torres, que en realidad se encuentra dentro de San Juan. En marzo de 2021 se planeó una mayor presencia policial en Isla Verde.